# فرودگاه ترونی
فرودگاه ترونی  (به انگلیسی: Toruń Airport) (به زبان بومی: Port Lotniczy Toruń) یک فرودگاه همگانی مسافربری است که یک باند فرود بتن دارد و طول باند آن ۱۳۰۰ متر است. این فرودگاه در شهر ترونی کشور لهستان قرار دارد .